# Niderlandzki szyk bojowy
Niderlandzki szyk bojowy – szyk bojowy przełomu XVI i XVII wieku. Jego twórcą był Maurycy Orański (1567–1625).
Brygada składała się z 6 batalionów ustawionych w szachownicę. W każdym z batalionów pikinierzy zajmowali centrum, a muszkieterzy skrzydła.